# Saša Mächtig
Saša Janez Mächtig (* 1941 in Ljubljana) ist ein slowenischer Architekt.
Er studierte an der Architekturfakultät der Universität Ljubljana.
Er hat eine Professur für Industrial Design und Design Management an der Kunstakademie der Universität Ljubljana.
Er saß in der Jury des Red Dot Design Awards.
1967 entwarf er K67, einen Kiosk, welcher in die Sammlung „Design des 20. Jahrhunderts“ des Museum of Modern Art in New York aufgenommen wurde. 